# Улица Валерияс Сейлес (Рига)

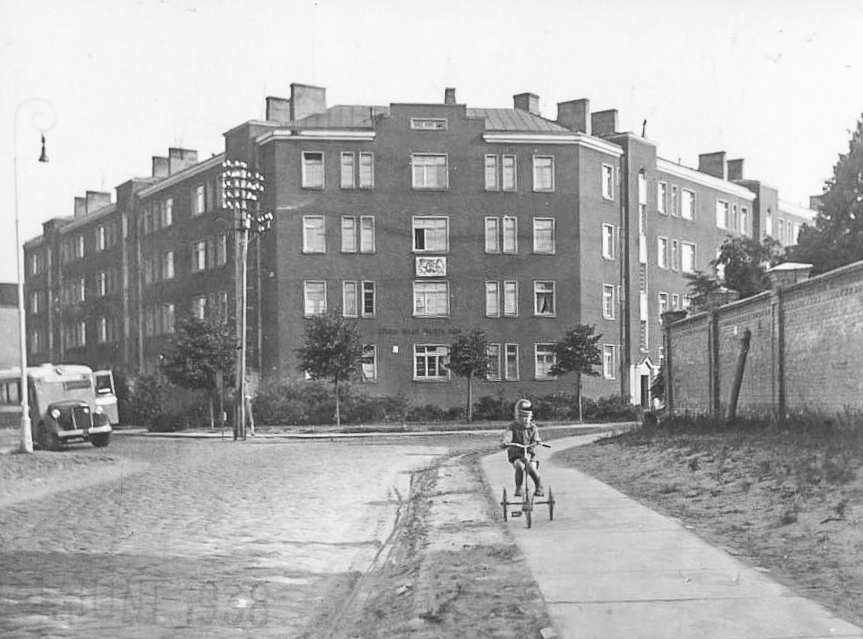
Вид на дом № 2. Фото 1938 г.

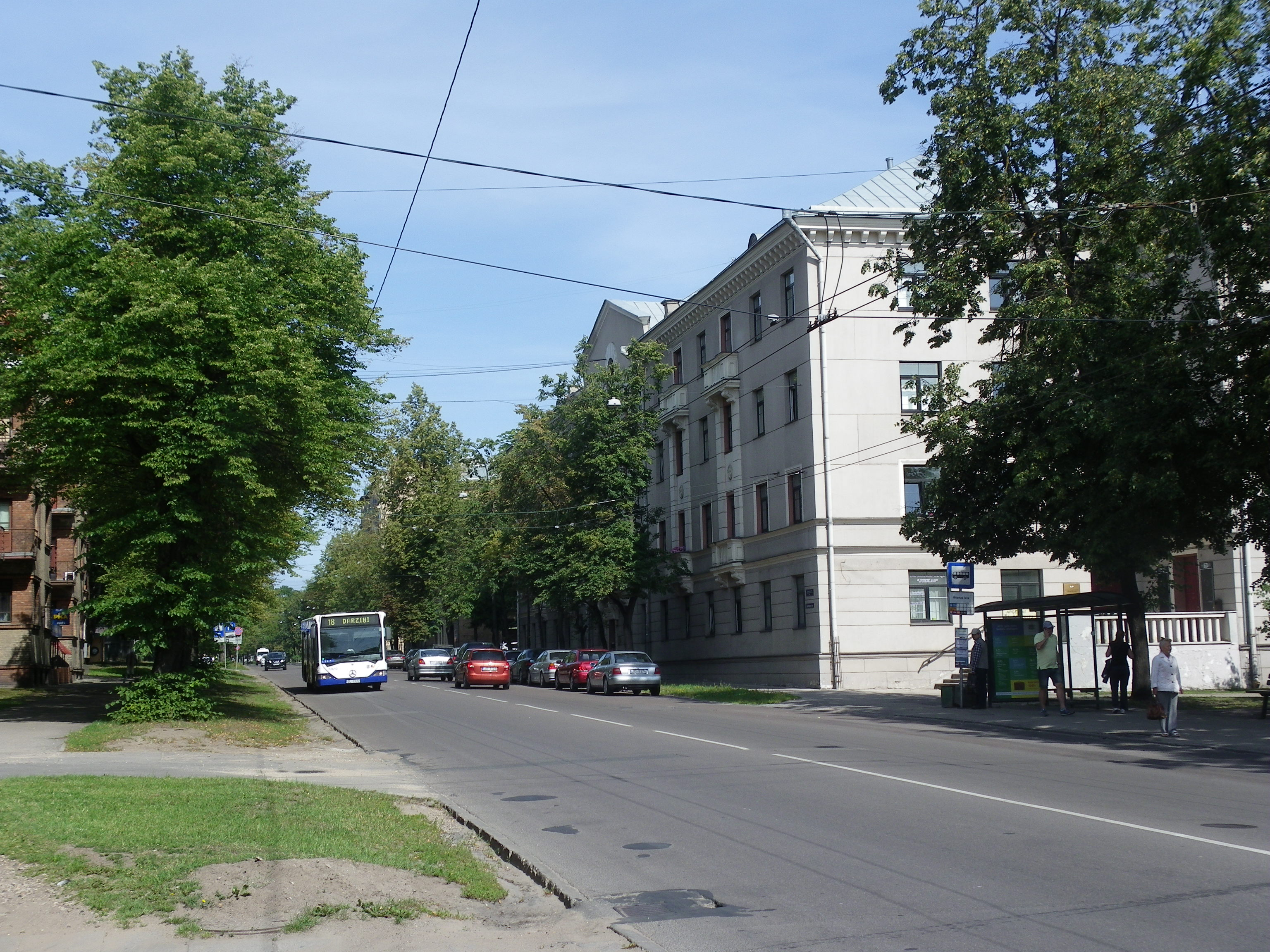
Вид от перекрёстка с улицей Резнас

Улица Валерияс Сейлес (латыш. Valērijas Seiles iela) — улица в городе Рига, расположенная в Латгальском предместье, в историческом районе Московский форштадт. Начинается от перекрёстка с улицами Лаувас и Эбрею, пролегает в восточном направлении и заканчивается слиянием с улицей Лубанас. По официальным данным, протяжённость улицы составляет 560 метров (до перекрёстка с улицей Резнас); фактически — 720 метров.

## История
Проложена в 1890 году, до 1923 года называлась Саратовской, с 1923 по 1950 год носила имя Ю. Ф. Самарина, с 1950 по 2024 год — Ломоносова. В царское время здесь квартировался Вяземский 115-й пехотный полк и была полковая церковь в честь иконы Иверской Божией Матери, в 1920—1930-е годы — клуб 4-го полка Латвийской армии.
В июне 2022 года Центр государственного языка Латвии одобрил предложения о переименовании улиц города Риги, которые получили названия в честь российских деятелей культуры и ученых. 21 февраля 2024 года Рижская дума приняла решение о переименовании улицы Ломоносова в улицу Валерияс Сейлес (в честь первой женщины в правительстве Латвии Валерии Сейле).

## Примечательные объекты
Ряд зданий на улице Валерияс Сейлес является охраняемыми памятниками архитектуры:
- Дом № 2 (1929 г., архитектор Хейнц Пиранг[латыш.]) — памятник архитектуры государственного значения.
- Дом № 3 (1911 г., архитектор Михаил Эйзенштейн) — памятник архитектуры местного значения.
- Дом № 12 (1929 г., архитектор Эрнест Шталберг) — памятник архитектуры местного значения, а его барельефы «Хозяйка дома» и «Глава семьи» (1930 г., скульптор Карлис Земдега) — памятник государственного значения.

### Учреждения образования
В годы советской власти здесь располагалось Рижское Краснознамённое высшее инженерно-авиационное военное училище (РКВИАВУ), которое в 1960 г. было преобразовано в Рижский институт инженеров гражданского воздушного флота (РИИ ГВФ), впоследствии переименованный в Рижский краснознамённый институт инженеров гражданской авиации (РКИИГА; с 1992 по 1999 год РАУ). Теперь здесь работают факультет социальных наук Латвийского университета, институт аэронавтики при РТУ, а также частные вузы (Балтийская международная академия, Высшая школа экономики и культуры, Балтийский институт психологии и менеджмента, Институт транспорта и связи). Также на данной улице расположена часть помещений Высшей школы менеджмента информационных систем.

## Прилегающие улицы
Улица Валерияс Сейлес пересекается со следующими улицами:
- Улица Лаувас
- Улица Эбрею
- Улица Айвиекстес
- Улица Резнас
- Улица Лубанас